# 12 Monkeys (sèrie de televisió)
12 Monkeys (anglès; en català, 12 Micos) és una sèrie de televisió estatunidenca de Syfy, de ciència-ficció i drama, creada per Terry Matalas i Travis Fickett i basada en el film de 1995 del mateix títol 12 Monkeys, dirigit per Terry Gilliam, el qual es va basar en el curtmetratge de 1962 La Jetée, de Chris Marker. La sèrie es va estrenar el 16 de gener de 2015. El 12 de març de 2015 es va renovar per a una segona temporada que va començar el 18 d'abril de 2016. El 29 de juny de 2016 es va renovar per a una tercera temporada a estrenar-se el 19 de maig de 2017. El març de 2017 es va donar a conèixer que la sèrie es renovaria per a una quarta i última temporada a estrenar-se en 2018.

## Argument
El viatger en el temps James Cole (Aaron Stanford) viatja des de l'any 2043 al present per evitar la creació d'un virus letal, produït per una enigmàtica organització coneguda com "L'exèrcit dels Dotze Micos". Aquest virus, en la línia temporal original de Cole, va ser la causa de la defunció del 93,6 % de la població mundial. Cole és ajudat per la brillant viròloga Cassandra Railly (Amanda Schull) i per la geni de les matemàtiques amb problemes mentals, Jennifer Goines (Emily Hampshire).

## Repartiment

### Principal
| Actor           | Personatge           | Temporada | Temporada | Temporada | Temporada | Notes |
| Actor           | Personatge           | 1         | 2         | 3         | 4         | Notes |
| --------------- | -------------------- | --------- | --------- | --------- | --------- | --- |
| Aaron Stanford  | James Cole           | Principal | Principal | Principal | Principal | Viatger en el temps que vol salvar a l'espècie humana, i redimir-se a si mateix del seu problemàtic passat. |
| Amanda Schull   | Dr. Cassandra Railly | Principal | Principal | Principal | Principal | Brillant viròloga                                                                                           |
| Kirk Acevedo    | José Ramse           | Principal | Principal | Principal | Recurrent | Millor amic de Cole                                                                                         |
| Noah Bean       | Aaron Marker         | Principal | Convidada |           |           | Interès amorós de Cassandra i privilegiat polític                                                           |
| Emily Hampshire | Jennifer Goines      | Recurrent | Principal | Principal | Principal | Filla de Leland Goines i geni matemàtic que coneix a Cole en el psiquiàtric                                 |
| Barbara Sukowa  | Katarina Jones       | Recurrent | Principal | Principal | Principal | Creadora i operadora de la màquina per viatjar en el temps                                                  |
| Todd Stashwick  | Deacon               | Recurrent | Principal | Principal | Principal | Líder dels "West 7", un grup de supervivents                                                                |

### Recurrent
| Actor              | Personatge             | Temporada | Temporada | Temporada | Temporada | Notes |
| Actor              | Personatge             | 1         | 2         | 3         | 4         | Notes |
| ------------------ | ---------------------- | --------- | --------- | --------- | --------- | --- |
| Tom Noonan         | L'home pàl·lid         | Recurrent | Recurrent | Recurrent | Recurrent | Villà que és la cara de l'Exèrcit dels 12 Micos. |
| Allisin Down       | Olivia Kirschner       | Recurrent | Recurrent | Recurrent | Recurrent | membre d'alt rang de l'Exèrcit dels 12 Micos i germana del "Home Pàl·lid". |
| Lyriq Bent         | Doctor Henri Toussaint | Recurrent | Recurrent | Recurrent | Recurrent | Company de Cassandra a Haití (temporada 1). |
| Demori Barnes      | Marcus Whitley         | Recurrent | Recurrent | Recurrent | Recurrent | Un dels supervivents de l'exèrcit nord-americà. |
| Ramon de Ocampo    | Oliver Peters          | Recurrent | Recurrent |           |           | Científic mèdic de Markridge. |
| Jeff Clarke        | Jules                  | Recurrent |           |           |           | Cap de Cassandra en el CDC "Centre per al Control i Prevenció de Malalties". |
| Romina D'Ugo       | Max                    | Recurrent |           |           | Convidada | Membre dels "West 7" connectada a Cole i Ramse. |
| Amy Sloan          | Elena                  | Recurrent |           |           |           | Mare del fill de Ramse |
| Scottie Thompson   | Membre dels Missatgers |           | Recurrent | Recurrent | Recurrent | Mare d'Olivia i "L'Home Pàl·lid" |
| Andrew Gillies     | Dr. Adler              | Convidat  | Recurrent | Recurrent | Recurrent | Científic del projecte Splinter |
| Brooke Williams    | Hannah Jones "Zeit"    |           | Recurrent | Recurrent | Recurrent | Filla de Katarina Jones i membre de "Les Filles" |
| Jay Karnes         | Robert Gale            |           | Recurrent | Recurrent | Recurrent | Un astut agent de l'FBI de la dècada de 1940 que creu que una sèrie d'horripilants assassinats poden tenir alguna cosa que veure amb Cole, a qui sospita podria no ser d'aquesta època. Pansa a ser aliat de Cole i Cassandra, als qui ajuda en futures missions |
| Michael Hogan      | Dr. Vance Eckland      |           | Recurrent |           |           | Un científic carismàtic i intel·ligent del futur, qui manté una relació amb Katarina. |
| Murray Furrow      | Dr. Lasky              | Convidat  | Convidat  | Recurrent | Recurrent | Científic de Project Splinter |
| Faran Tahir        | Mallick                |           |           | Recurrent | Recurrent | Un imponent i devot executor de l'Exèrcit dels 12 micos que resideix en Tità |
| James Callis       | Athan Cole             |           |           | Recurrent | Convidat  | El fill de Cole i Railly, criat per l'Exèrcit dels 12 Micos per convertir-se en el seu líder conegut com The Witness |
| Hannah Waddingham  | Magdalena              |           |           | Recurrent |           | Membre de l'Exèrcit dels 12 micos encarregat de protegir a The Witness i que ha estat qualificada de "implacable i expeditiva" en els seus mètodes |
| Abigail Hardingham | Emma "Marion Woods"    |           |           |           | Recurrent | Filla d'Olivia |
| Julian Richings    | Julian Richings        |           |           |           | Recurrent | Assessor d'Olivia |

## Episodis
| Temporada | Temporada | Episodis | Emissió original    | Emissió original     |
| Temporada | Temporada | Episodis | Inici               | Final                |
| --------- | --------- | -------- | ------------------- | -------------------- |
|           | 1         | 13       | 16 de gener de 2015 | 10 d'abril de 2015   |
|           | 2         | 13       | 18 d'abril de 2016  | 18 de juliol de 2016 |
|           | 3         | 10       | 19 de maig de 2017  | 21 de maig de 2017   |
|           | 4         | 10       | 15 de juny de 2018  | 6 de juliol de 2018  |

## Desenvolupament
Syfy va anunciar el desenvolupament de l'adaptació televisiva de 12 Monkeys per primera vegada el juliol del 2013, donant al projecte una ordre de pilot just un mes després, el 26 d'agost del 2013. La producció va començar el novembre del mateix any. Però la sèrie no va avançar fins que es va dur a terme el càsting per a Cole i Goines. El 4 d'abril del 2014, Syfy va ordenar la primera temporada, que seria de 13 episodis, comptant el pilot gravat en el 2013. El pilot va ser escrit per Terry Matalas i Travis Fickett, que va ser escriptor de la sèrie Terra Nova. El pilot va ser dirigit per Jeffrey Reiner, mentre que Natalie Chaidez va ser la show runner. La sèrie va ser estrenada el 16 de gener del 2015.
Està produïda per Universal Cable Productions i Atlas Entertainment, i té lloc a Toronto.

## Emissió
12 Monkeys es va estrenar al Regne Unit el 27 de febrer del 2015. A Austràlia es va estrenar el 19 de març de 2015. En tots dos països es transmet per Syfy.

## Acollida
12 Monkeys ha rebut crítiques positives. El lloc web Rotten Tomatoes li atorga una aprovació del 74 %, argumentant: «El viatge en el temps sense sentit a 12 Monkeys fa que sigui menys visible que el seu material original, però l'execució d'alta qualitat i els personatges cool són de primera classe». La puntuació mitjana del públic hi és de 85 %. La segona temporada puja el percentatge d'aprovació a und 92 % i descendeix a 89 % en la tercera. D'altra banda el lloc Metacritic li atorga una valoració de 57 sobre 100, indicant "crítiques mixtes". El públic li dona una puntuació de 8,0 sobre 10, assenyalant "crítiques generalment favorables", basat en 179 crítiques.

## Premis i nominacions
| Any  | Premiación                                  | Categoria                                                                        | Nominat(s)                             | Resultat | Ref    |
| ---- | ------------------------------------------- | -------------------------------------------------------------------------------- | -------------------------------------- | -------- | ------ |
| 2015 | Golden Maple Awards                         | Revelació de l'any en sèrie de TV emesa en EE.UU                                 | Emily Hampshire                        | ganador  | [ 16 ] |
| 2015 | Saturn Awards                               | Millor Sindicació / Televisió per Cable                                          | 12 Monkeys                             | nom      | [ 17 ] |
| 2015 | American Society of Cinematographers Awards | Assoliment excepcional en la cinematografia d'un episodi en una sèrie regular    | David Greene(per "Mentally Divergent") | nom      | [ 18 ] |
| 2016 | Golden Maple Awards                         | Millor actriu en sèrie de TV emesa en EE.UU                                      | Emily Hampshire                        | nom      | [ 19 ] |
| 2016 | Societat canadenca de cinematògrafs         | Cinematografia de sèrie de TV                                                    | David Greene(per "Divine Move")        | ganador  | [ 20 ] |
| 2017 | Societat canadenca de cinematògrafs         | Cinematografia de sèrie de TV                                                    | Boris Mojsovski(per "Fatherland")      | nom      | [ 21 ] |
| 2018 | American Society of Cinematographers Awards | Assoliment excepcional de cinematografia en una sèrie regular de la TV comercial | Boris Mojsovski (per "Thief")          | ganador  | [ 22 ] |
| 2018 | American Society of Cinematographers Awards | Assoliment excepcional de cinematografia en una sèrie regular de la TV comercial | David Greene (per "Mother")            | nom      | [ 22 ] |